# McPlant

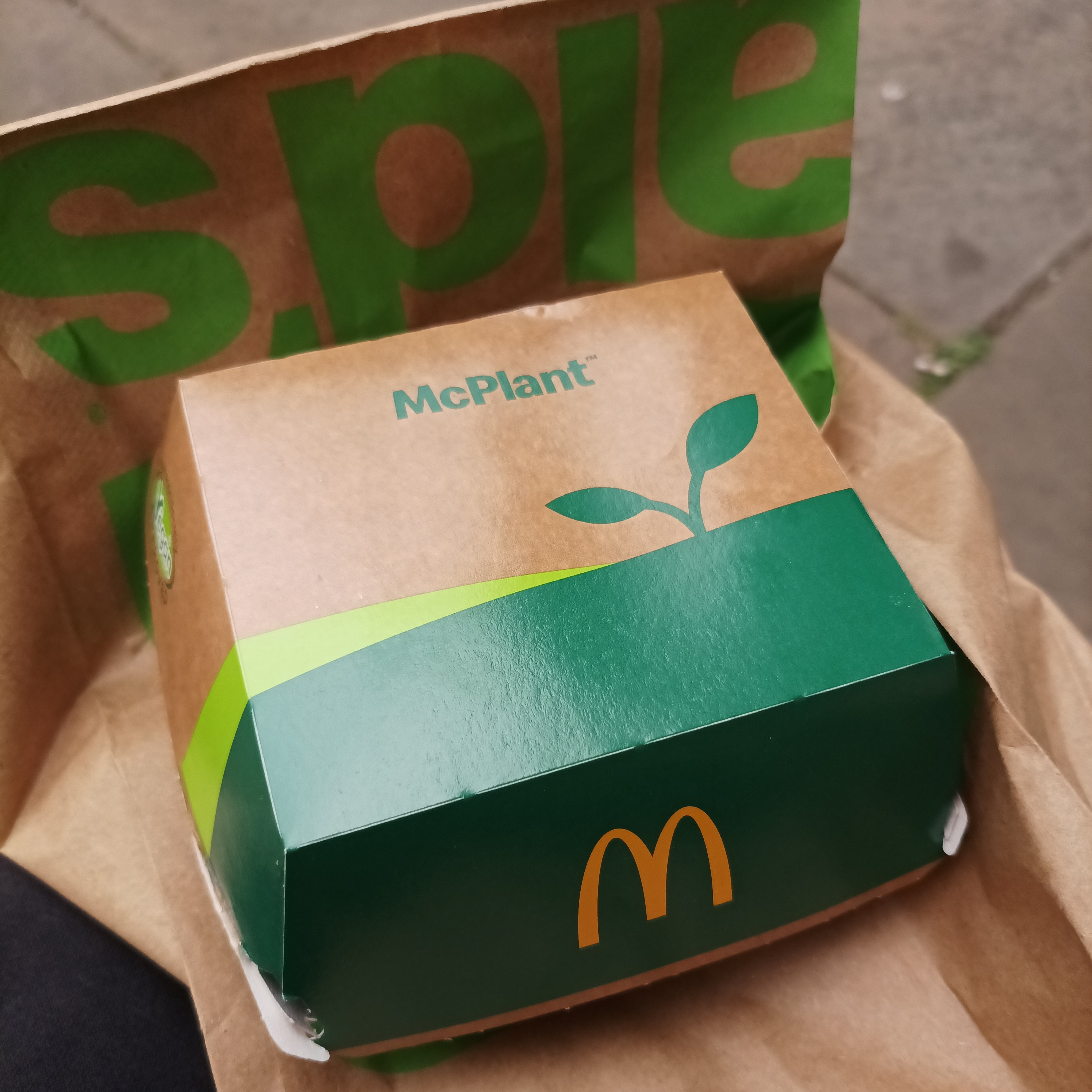
A McPlant csomagolása

A McPlant egy vegetáriánus (egyes országokban vegán) burger, amelyet a McDonald's gyorsétteremlánc árul több európai országban.

## Története
2021-ben a McDonald's társult a Beyond Meattel, a növényi alapú húspótlók Los Angeles-i székhelyű gyártójával, hogy megalkossák a McPlant szendvicset. Növényi alapú burgerpogácsát tartalmaz, amely növényi összetevőkből, például burgonyából, borsóból és rizsből készül.
A McPlant 2022 januárjától kapható Egyesült Királyságban, a 2021 októberi tesztek után pedig már Írországban is kapható. Mind az Egyesült Királyságban, mind Írországban a burger vegán – köszönhetően annak, hogy nem csak a burgerpogácsa növényi alapú, hanem szendvicsszósz és a sajt is vegán a szendvicsben. A McPlant nem vegán, hanem vegetáriánus változatban (nem vegán sajttal és tojás alapú majonézzel) kapható Ausztriában, Németországban és Portugáliában. Emellett a Hollandiában kapható változat sem vegán – az ottani változatban ugyanakkor a szenvicsszósz vegán, de a sajt nem.
2023 januárjától kapható lett dupla pogácsás változatban is Double McPlant néven az Egyesült Királyságban és Írországban. Ausztriában a McDonald's McPlant Steakhouse néven árulja steakhouse szószos változatban is. Németországban búza- és borsófehérjéből készült McPlant Nuggets-eket is árul a McDonald's.
Számos más országban tesztelték a McPlant-et, de egyelőre még nem vezették be az állandó menübe. Az első teszteket Svédországban és Dániában végezték 2021 januárja és áprilisa között. Az Egyesült Államokban először 2021 novemberében tesztelték, majd 2022 februárjától Kaliforniára és Texasra is kiterjesztették a teszteket.

## Fordítás
Ez a szócikk részben vagy egészben  a   McPlant című angol Wikipédia-szócikk ezen változatának fordításán alapul.  Az eredeti cikk szerkesztőit annak laptörténete sorolja fel. Ez a jelzés csupán a megfogalmazás eredetét és a szerzői jogokat jelzi, nem szolgál a cikkben szereplő információk forrásmegjelöléseként.